# تاريخ جنيف
يعود تاريخ جنيف إلى ما قبل الاحتلال الروماني في القرن الثاني قبل الميلاد. أصبحت جنيف الآن المدينة الرئيسية الناطقة بالفرنسية في سويسرا، بعد أن كانت دولة مدينة مستقلةً بين فترة العصور الوسطى وحتى نهاية القرن الثامن عشر. وكان جان كالفين الزعيم البروتستانتي للمدينة في القرن السادس عشر.

## العصور القديمة وأوائل العصور الوسطى
ظهرت جنيف لأول مرة في التاريخ كمدينة حدودية على حدود ألوبروجيان، محصنةً ضد قبيلة سلتيك هيلفيتي، التي استولى عليها الرومان في عام 121 قبل الميلاد.
دمر قيصر، الحاكم الروماني في بلاد الغال، جسر الرون في جنيف في عام 58 قبل الميلاد، وشيّد 19 ميلًا من الأعمال الترابية من بحيرة جنيف إلى جبال جورا من أجل منع هجرة الهيلفيتيين، الذين «حاولوا، أحيانًا في النهار، وغالبًا في الليل، اختراق المدينة، إما عن طريق ضم القوارب معًا وصنع عدد من الطوافات (راتيس)، أو عن طريق عبور نهر الرون حيث كان عمق المياه أقل» (دي بيلو غاليكو، آي، 8). ثم ساعد في تأسيس جنيف كمدينة رومانية (فيكوس ثم سيفيتاس) من خلال إقامة معسكر هناك وزيادة حجمها بشكل كبير.
استولت مملكة برغونة على جنيف في عام 443، وسقطت الأخيرة في يد الفرنجة عام 534. كانت المدينة جزءًا من مملكة برغونة الجديدة في عام 888، قبل أن يستولي عليها الإمبراطور الألماني في عام 1033.
اجتاح تسونامي على طول بحيرة جنيف عام 563، وفقًا لكتابات غريغوري من تورس وماريوس أفينتسينسيس، ودمر العديد من المستوطنات، وتسبب في وفيات عديدة في جنيف. تشير عمليات المحاكاة إلى أن حدث التوريدونوم هذا كان على الأرجح بسبب الانهيار الأرضي الهائل بالقرب من حيث يتدفق نهر الرون إلى البحيرة، ما تسبب في موجة بارتفاع ثمانية أمتار وصلت إلى جنيف في غضون 70 دقيقة.

## القرن السابع عشر
في ثمانينيات القرن السادس عشر، اشتد الصراع مع منطقة سافوا مرة أخرى بعد انضمام كارلو إيمانويلو الأول إلى الصراع. في الحدث المعروف باسم حدث التسلق في ليلة 11 ديسمبر 1602 (التاريخ القديم)، حاول السافويون الاستيلاء على المدينة عن طريق التسلل والتسلق فوق الجدران باستخدام سلالم سوداء؛ ولكنهم كُشفوا وتم دحرهم.
تزايدت أرستقراطية المدينة خلال القرن السابع عشر، لدرجة أنه أصبح من المستحيل تقريبًا على الأجانب الحصول على الجنسية. أصبح التجمع المشترك (Conseil général) عاجزًا، تقريبًا، أمام المجلس الأصغر (Petit Conseil) ومجلس المئتين (Conseil des Deux-Cents)، اللذين كانا مليئين بأفراد من العائلات القوية بعد تعيينهم بالمحسوبيات. قُسم المجتمع بين أبناء المدينة، الذين كانوا إما أعضاءً في الأبوية القديمة أو من نسل برجوازي مولودين في جنيف، وكان هؤلاء مواطنين كاملين، والبرجوازيين، الذين كانوا إما مواطنين متجنسين أو أبناء برجوازيين لم يولدوا في المدينة، والنتيف، وهم الجنيفيون الذين ولدوا لأحفاد مقيمين لم يملكوا جنسية، والسكان العاديين، غير مواطنين ولكن يسمح لهم بالإقامة مقابل أجر. أخيرًا، كان السوجيت، سكان عدد من القرى المجاورة التي تسيطر عليها المدينة.